# Sant'Ilario d'Enza
Sant'Ilario d'Enza is een gemeente in de Italiaanse provincie Reggio Emilia (regio Emilia-Romagna) en telt 10.223 inwoners (31-12-2004). De oppervlakte bedraagt 20,2 km², de bevolkingsdichtheid is 511 inwoners per km².
De volgende frazioni maken deel uit van de gemeente: Cabianca, Calerno, Case Paterlini, Case Via Sabotino, Case Zinani, Castellana, Chiavicone, Ghiara, Partitore, Rampa d'Enza, Villa Spalletti.

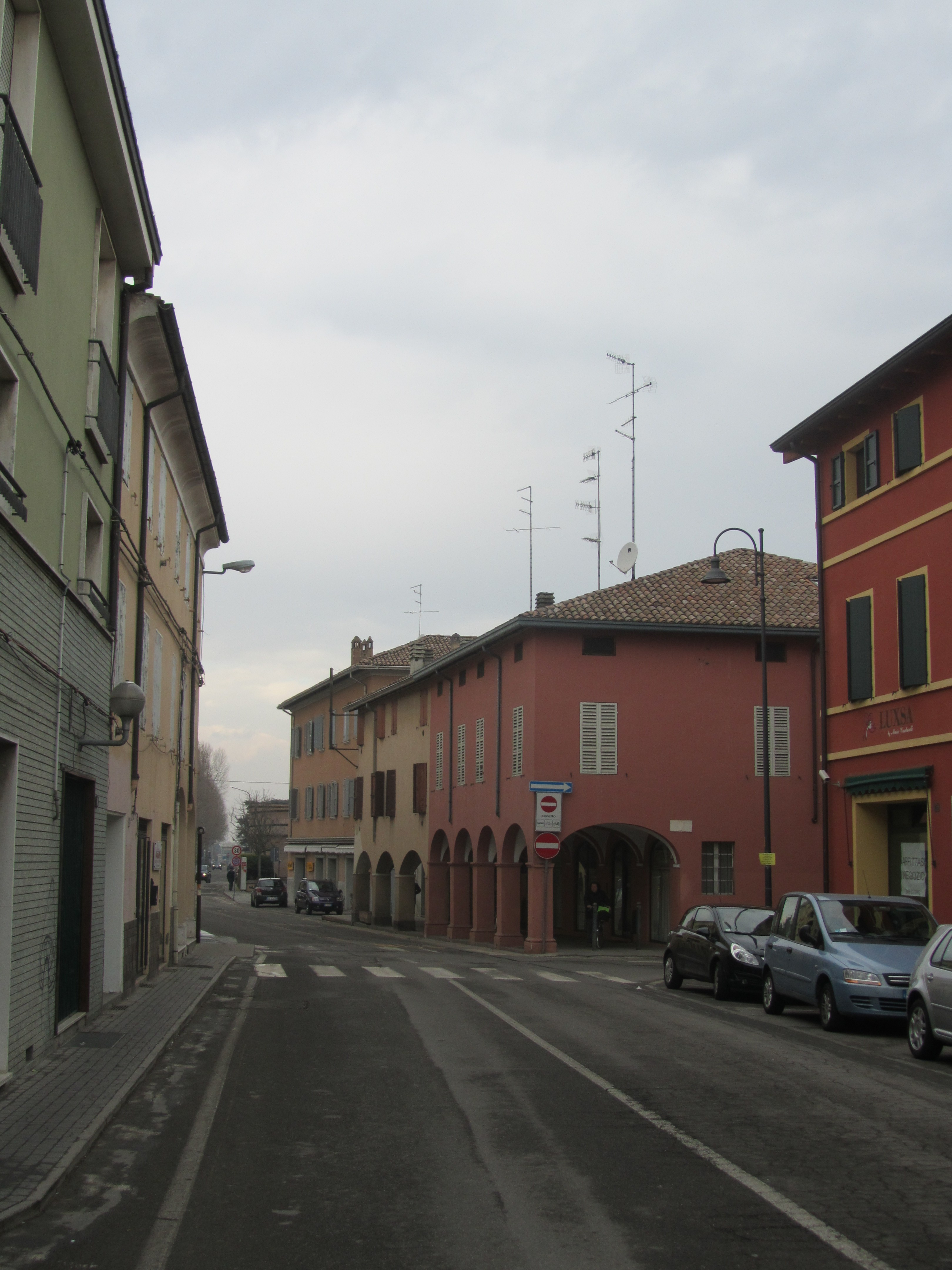
Sant'Ilario
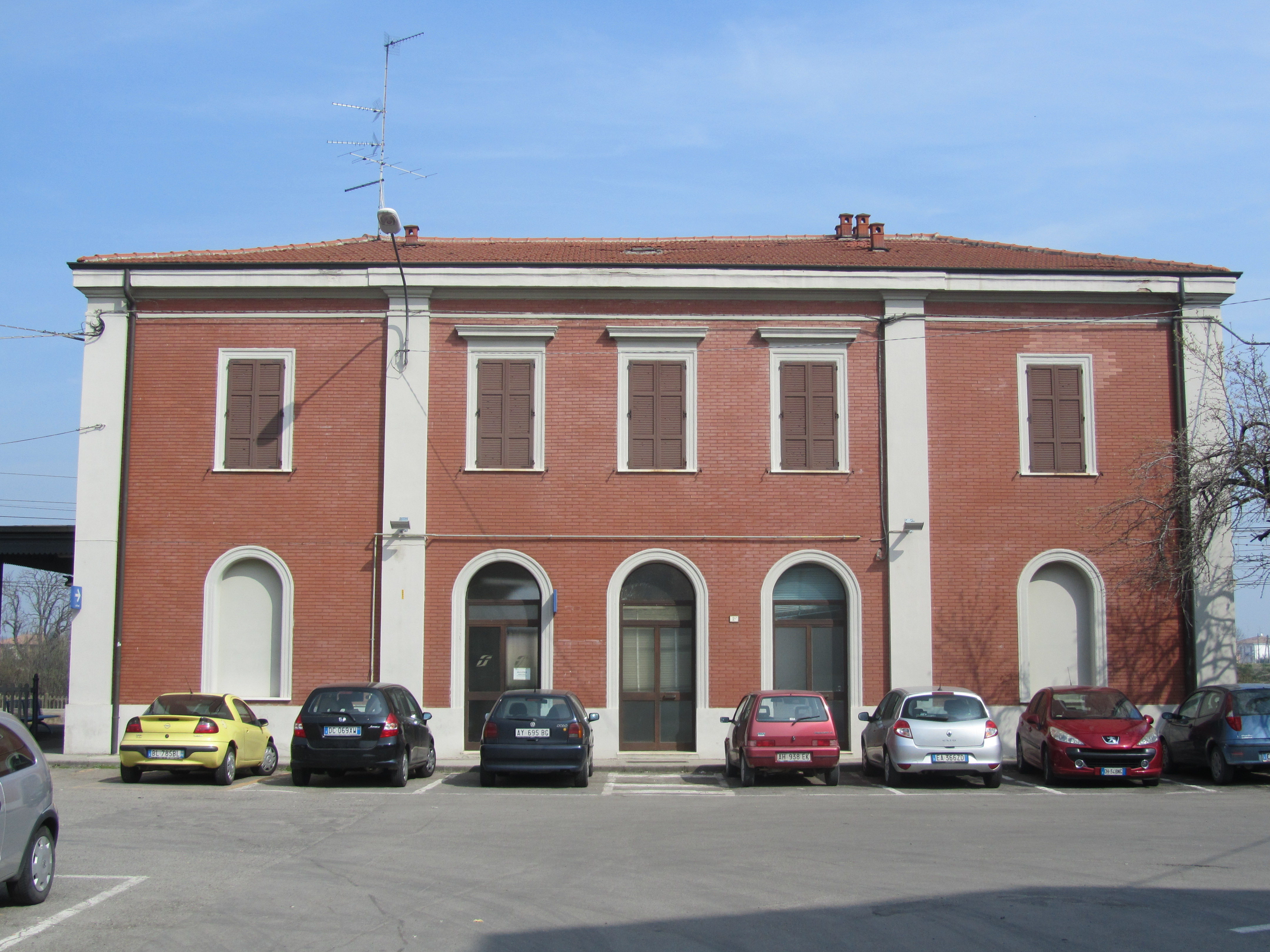
Station

## Demografie
Sant'Ilario d'Enza telt ongeveer 4108 huishoudens. Het aantal inwoners steeg in de periode 1991-2001 met 5,0% volgens cijfers uit de tienjaarlijkse volkstellingen van ISTAT.
| Jaar | Inwoneraantal |
| ---- | ------------- |
| 1991 | 9237          |
| 2001 | 9702          |

## Geografie
Sant'Ilario d'Enza grenst aan de volgende gemeenten: Campegine, Gattatico, Montecchio Emilia, Montechiarugolo (PR), Parma (PR), Reggio Emilia.